# Convent dominic de Dubrovnik
El convent dels dominics de Dubrovnik és un edifici singular de Grad, ciutat vella de Dubrovnik (Croàcia), en el qual destaca la presència d'un quadre de Ticià. L'edifici monumental té accés des de la zona del port i conté al seu interior una sala per a l'exhibició de pintures d'artistes locals i un magnífic pati.